# RPS-420
O Satellite Orbiting Rocket Number 420 (Indonésio: Roket Pengorbit Satelit 420, abreviado para RPS-420), ou Pengorbitan-1, será um foguete de quatro estágios com a capacidade de colocar satélites de 25 kg em órbita terrestre baixa. Seu primeiro lançamento está previsto para ocorrer em 2014.
O RPS-420 é semelhante ao Lambda do Japão, mas com materiais mais leves e modernos. O mesmo tem um diâmetro de 420 milímetros, um comprimento de 6200 milímetros e uma massa de 1,000 kg.
O plano de lançamento de foguetes será estendido em 2010 com o lançamento do combinado RX-420-420 e em 2011 para o combinado RX-420-420-320 e SOB 420.